# Kurt Junesjö
Kurt Junesjö, född 26 juni 1940 i Jönköping, är en svensk författare, jurist och expert på arbetsrätt. 
Junesjö arbetade 25 år som förbundsjurist på LO-TCO Rättsskydd, LO:s och TCO:s juridiska byrå. Han är verksam som skribent i arbetsrättsfrågor och skriver för bland andra Dagens Arbete och Tidskrift för Folkets Rättigheter. Han har gett ut åtskilliga böcker i sitt ämne och medverkar regelbundet som krönikor i Folket i Bild/Kulturfront.